# 小山公園
小山公園，又称舍科帕里昂（Shakarparian Hills），是位於巴基斯坦首都伊斯蘭堡西部的山、游乐场和國家公园。巴基斯坦紀念碑等名胜景点都在公园之内，是巴基斯坦的旅游胜地之一。
小山公園内有一个友谊花园，外国元首、政府首脑访巴时一般都会在那儿栽种“友谊树”，树木數目多达130棵。中国总理周恩来就在1964年访问时栽种了象征中巴友谊的乌桕树。刘少奇、江泽民、李克强等领导人也到此种过树。